# Martin Haftmann
Martin Haftmann (* 16. Juli 1899 in Dresden; † 23. Juli 1961) war ein deutscher Fußballspieler.

## Karriere

### Vereine
Haftmann begann bei Sportlust Dresden mit dem Fußballspielen und gehörte von 1925 bis 1933 dem Dresdner SC an. Am Ende seiner Premierensaison ging er als Meister der Gauliga Ostsachsen hervor und gewann am 25. April 1926 mit dem 3:0-Sieg über den SV Fortuna Leipzig 02 auch die Mitteldeutsche Meisterschaft, dies gelang ihm auch am Saisonende 1929, 1930 und 1931.
Aufgrund der regionalen Erfolge nahm er mit der Mannschaft in den jeweiligen Spielzeiten auch an der Endrunde um die Deutsche Meisterschaft teil. Er bestritt das mit 0:1 beim Breslauer SC 08 am 16. Mai 1926, wie auch das mit 0:3 beim FC Bayern München am 16. Juni 1929 jeweils verlorene Achtelfinalspiel.
Seine Karriere beendete der gelernte  Autoschlosser bei Fortuna Dresden.

### Nationalmannschaft
Für das am 2. Oktober 1927 in Kopenhagen angesetzte Länderspiel, für das Reichstrainer Otto Nerz erstmals das neue WM-System als taktisches Spielschema zur Anwendung brachte, kam er wie auch Ernst Blum, Hans Brunke, und Richard Hofmann, sein späterer Vereinsmitspieler beim Dresdner SC, erstmals in der A-Nationalmannschaft zum Einsatz; der Test gegen die Nationalmannschaft Dänemarks ging mit 1:3 verloren. Während Brunke und Hofmann zu weiteren Länderspieleinsätzen kamen, blieb es für Blum und ihn sein einziger Einsatz im Nationaltrikot.

## Erfolge
- Mitteldeutscher Meister 1926, 1929, 1930, 1931
- Gaumeister Ostsachsen 1926, 1928, 1929, 1930, 1931, 1932